# Vittra AB
Vittra AB är ett företag som driver 23 friskolor i hela Sverige. Vittra finns som förskola och grundskola. 
Vittra har ca 9 000 barn och ungdomar i sina verksamheter. Majoriteten av enheterna är uppkallade efter sin geografiska position, till exempel Vittra Landborgen (Helsingborg) och Vittra Östertälje (Södertälje). Tidigare hade Vittras verksamheter namn efter personer i det ursprungliga entreprenörsföretaget som startade med två förskolor i Sollentuna kommun  samt uppstart av två på Södermalm år 1993.
Vittra ingår sedan 2008 i koncernen Academedia.
Vittras pedagogiska riktning baseras på tre ömsesidigt beroende delar: motiverande lärande, trygg kultur och tydlig struktur. 
Namnet Vittra är en lek med ord med ursprung i dels begreppet vitterhet som betyder bildning eller lärdom, dels vittror– ett mytiskt väsen inom den nordiska folktron med förmåga att både anpassa sig till och sticka ut i sin omgivning.

## Vittras 23 enheter

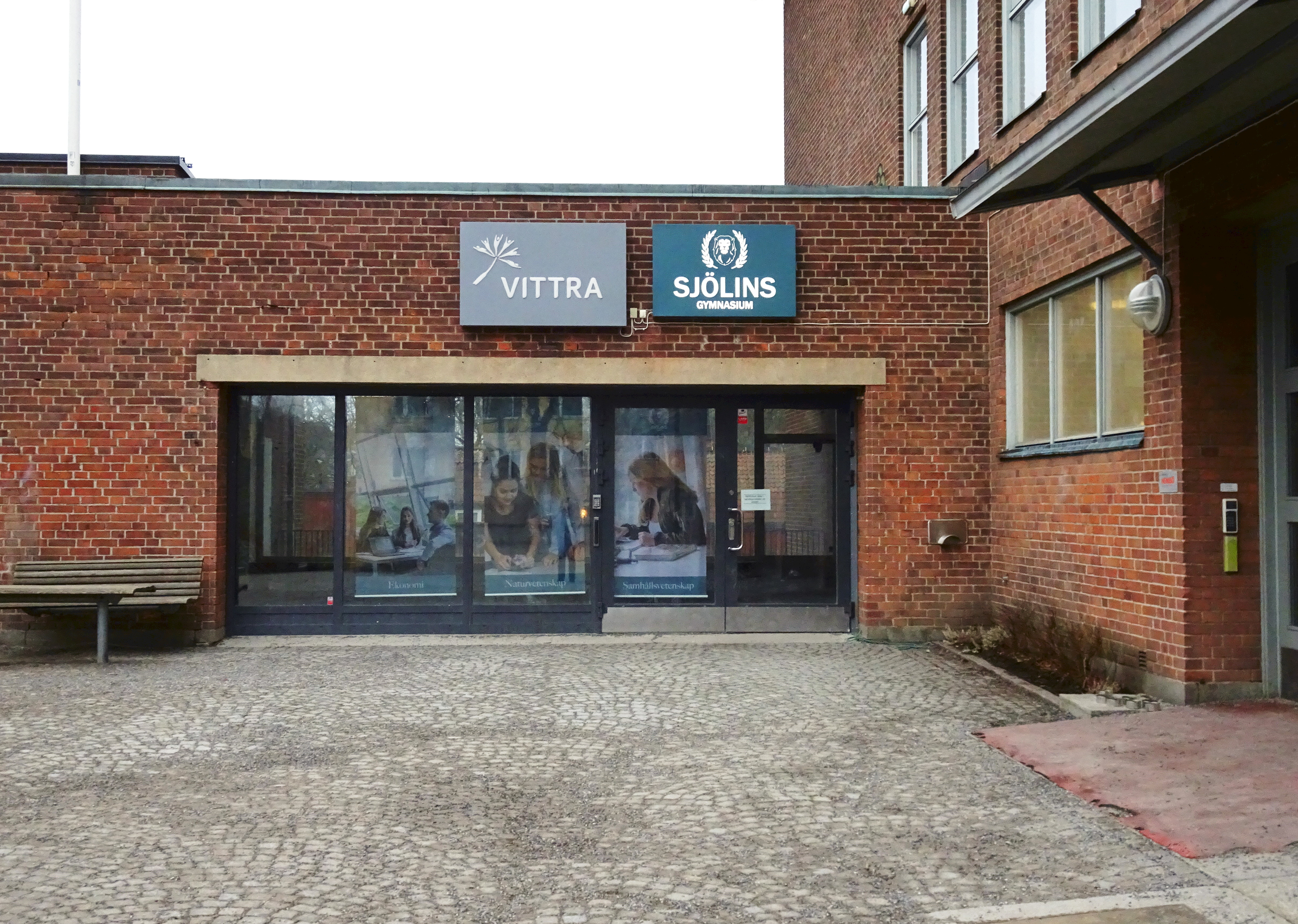
Vittra Sandbacksgatan 10, Södermalm.

- Vittra Gerdsken, Alingsås (fsk och gsk F-9)
- Vittra Kronhusparken, Göteborg  (gsk F-9)
- Vittra Halmstad (fsk och gsk F-9)
- Helsingborg: Vittra Landborgen (gsk F-9), Vittra Adolfsberg (gsk F-9)
- Vittra Jakobsberg (fsk och gsk F-9)
- Vittra Forsgläntan, Kungsbacka (gsk F-9)
- Vittra Kungshagens, Nyköping  (fsk och gsk F-9)
- Vittra Lambohov, Linköping (fsk och gsk F-9)
- Vittra Röda stan, Norrköping (gsk F-9)
- Vittra Samset, Jönköping (fsk och gsk F-9)
- Sollentuna kommun: Vittra Rösjötorp (fsk och gsk F-6), Vittra Sollentuna (gsk F-9), Vittra Törnskogen (fsk och gsk F-3)
- Vittra Frösunda, Solna kommun (fsk och gsk F-9)
- Stockholm: Vittra Luma Park (fsk och gsk F-3), Vittra Södermalm (gsk 2-9), Vittra Telefonplan (gsk F-9)
- Vittra Brotorp, Sundbybergs kommun (fsk och gsk F-9)
- Vittra Östertälje (fsk och gsk F-9)
- Vittra Väsby (gsk F-9)
- Vittra Vallentuna (fsk och gsk F-9)